# 维尔赖克
维尔赖克（荷蘭語：Wilrijk，荷蘭語發音：[ˈʋɪlˌrɛi̯k]）是比利时安特卫普市的一个区，是安特卫普第三大的区。维尔赖克原为一独立市镇，1983年，维尔赖克与临近的6个市镇并入安特卫普，成为了安特卫普的一个区。维尔赖克与霍博肯并称“南区”（zuiderdistrict）。